# アントニオ・デ・アブレウ
アントニオ・デ・アブレウ (1480年ごろ – 1514年ごろ) は、ポルトガルの航海者、探検家。アフォンソ・デ・アルブケルケの部下として1507年のホルムズ占領や1511年のマラッカ占領に参加した。1511年11月にはマラッカから艦隊を率いて東方の「香料諸島」（モルッカ諸島）を探索し、1512年にヨーロッパ人として初めてティモール島やバンダ諸島に達した。

## 東南アジア遠征
ポルトガル軍がマラッカを攻撃している最中の1511年7月25日、アントニオ・デ・アブレウはジャンク船を使って満潮時を狙ってマラッカ川を遡行し、翌月までにポルトガル軍がマラッカ市に上陸して占領するに至るまでに大きな役割を果たした。この戦闘でアブレウは一部の歯や舌を失う重傷を負い、アルケブルケから指揮官退任を打診されたが、彼はこれを断った。
同年10月にアルケブルケはバゴーやアユタヤに使者を送った。その翌月、アルケブルケは信頼を置いていたアブレウに、東方にあるという香料諸島を探し出す任務を与えた。4隻の艦隊のカピタン・モールとなったアブレウはサンタ・カタリナ号に乗り込み、副官にはフランシスコ・セラーンがつき、サバイア号に乗った。三隻目のキャラベル船はシモン・アフォンソ・ビサグドが司令官となり、有能な製図家フランシスコ・ロドリゲスが乗っていた。乗組員は120人のポルトガル人と60人の奴隷で、水先案内人として雇ったマレー人の案内のもと、遠征隊はジャワ島、小スンダ列島、アンボン島を経由して1512年初頭に目的地のバンダ諸島に到達した。彼らはバンダに1か月ほど滞在し、その後アブレウはアンボイナへ向かった。なお副司令官のフランシスコ・セラーンはモルッカ諸島をさらに先へ進もうとしたが遭難し、テルナテ王国に流れ着いてそこで死ぬまで過ごした。
アブレウは1512年12月にマラッカに帰還し、そこから1513年1月にフェルナン・ピレス・デ・アンドラーデとともにポルトガルへの帰途に就いた。しかしアブレウはポルトガル本土にたどり着くことなく、アゾレス諸島で死去した。